# Tomapoderopsis testaceimembris
Tomapoderopsis testaceimembris is een keversoort uit de familie bladrolkevers (Attelabidae). De wetenschappelijke naam van de soort werd in 1928 gepubliceerd door Maurice Pic.